# 北京时间
北京时间（BJT、BT），又名中国标准时间（China Standard Time，CST），是中国大陆的标准时间，比世界協調時快八小時（即UTC+8），与港、澳、台及马来西亚、新加坡等地的標準時間相同。
但要注意的是，北京时间并不是北京市 （东经116°23'）的地方平太阳时间，而是东经120°的地方平太阳时间，二者相差约14分钟28秒。北京时间由位于陕西临潼的中国科学院国家授时中心的9台铯原子钟和2台氢原子钟组通过精密比对和计算实现报时，并通过人造卫星与世界各国授时部门进行实时比对。

## 历史
1902年（清光緒二十八年），清朝海關曾制定海岸時，以東經120度之時刻為標準。1912年中華民國建立後，位于北京的中央觀象臺将全國分為五个時區。1939年3月9日，中華民國內政部召集標準時間會議，確認1912年劃分之時區為中國標準時區，分别为：
1. 崑崙時區     GMT+5.5  新疆西部與部分西藏
2. 新藏時區     GMT+6    新疆及西藏
3. 隴蜀時區     GMT+7    華西
4. 中原標準時區 GMT+8    華東
5. 長白時區     GMT+8.5  中國東北

1947年4月1日，东北政联行政委员会决定自是日起，东北解放区统一实行东经120度上海时间。
1949年9月27日，在中国人民政治协商会议第一届全体会议上，通过了“北平”恢复使用“北京”的决议。10月1日，中华人民共和国成立，UTC+8时区正式命名为北京时间。1949年10月7日，西安人民广播电台称“本台时间一律以北京时间为准”，当时西安仍在使用隴蜀时间。1949年11月2日，西安市人民政府发出通知，为与全国各主要地区时间一致，自11月3日起停用隴蜀时间、改用北京时间。1949年12月27日，中国人民解放军进驻成都，在其后十余天内宣布改用北京时间，全国其他時區則予以廢除。到1952年，除了新疆、西藏等地区外，全国统一使用北京时间。

## 中国西部地区时间问题
現時中華人民共和國全境均采用北京时间（UTC+8）。但在新疆、西藏等地，政府机关、企业事业单位作息时间和邮政通信费用优惠分界点虽然用北京时间來表示，但都比其他各省延迟2小时；如中国电信的长途电话优惠时段，在新疆、西藏延后两小时执行。而在新疆民间（特别是维吾尔族群众中间），使用UTC+6的情况较为普遍（即新疆地区同时使用新疆时间和北京时间两种标准）。新疆电视台汉语频道与少儿频道使用北京时间，维语频道与哈语频道使用新疆时间。
在iOS 8系统中，如果用户选择或自动定位至乌鲁木齐，则显示的时间为UTC+6。

### 乌鲁木齐时间以及划分时区的提议
由于中華人民共和國全境都采用北京时间作为标准时，因此在新疆等省和自治区造成了生活不便。比如在乌鲁木齐（87°38'E），北京时间比当地时间提前2小时，北京时间早晨9时（中国公务机关通行的上班时间）相当于当地时间早晨7时，因此新疆等地实际作息时间比东部地区延后2小时。
1986年2月，經中國有關國家部門批准，新疆維吾爾自治區實行新疆時間（UTC+6），主要用於民用作息；而鐵路、民航、郵電等部門維持採用北京時間。但由於各種原因，此方案並未完全實施。当地大部分漢族人採用北京時間，而大部分維吾爾族等其他民族的人則採用烏魯木齊時間，部分當地政府部門同時使用兩個時間。
2005年兩會期間，一些全国人民代表大会代表提出将中国时区加以细分的建议，提议分为以北京时间为基础的东部时间（UTC+8）、以陕西地区时间为基础的中部时间（UTC+7）、和以新疆西藏地区时间为基础的西部时间（UTC+6）。后又将该提议改为分为两个时区，即分为UTC+8和UTC+7两个时区，陕西、四川、重庆、贵州、云南及以西各省采用UTC+7的西部时间。但该提案尚未付诸表决。

## 夏時制
1986年至1991年，中华人民共和国在全国范围实行了六年夏时制，每年从4月中旬的第一个星期日凌晨2时整（北京时间）到9月中旬第一个星期日的凌晨2时整（北京夏令时）。除1986年因是实行夏令時間的第一年，从5月4日开始到9月14日结束外，其它年份均按规定的时段施行。由于省电效果不抵需要适应时间的弊端，1992年4月5日后不再实行，改为调整上下班时间：夏季下午工作开始及结束时间比冬季推后半个小时。
实行夏令时间的建议最早由窦星元提出。1986年4月，中共中央办公厅和国务院办公厅发出《在全国范围内实行夏时制的通知》，通知动员全国人民为节约能源而早睡早起，并要求全国各部门做好宣传和安排工作。具体作法是：每年从四月中旬第一个星期日的凌晨2时整（北京时间），将时钟拨快一小时，即将表针由2时拨至3时，夏令时开始；到九月中旬第一个星期日的凌晨2时整（北京夏令时间），再将时钟拨回一小时，即将表针由2时拨至1时，夏令时间结束。在夏令时开始和结束前几天，新闻媒体均刊登有关部门的通告。值得注意的是，夏令時間中出生的人，生时须减去一小時。
不适合使用夏令时间的原因：新疆、云南、四川、青海、西藏等地实行的都是北京时间，实际上已经全年实行夏令時。在中国，夏令时只对东北、华北和华东等东部地区起作用。例如，新疆西部的喀什（东经75°59'）等地区时间已经快上约3小时，是世界上时区偏差最大的地方之一。如果这里也用夏令時間，偏差就更大，當地很有可能在北京时间上午10时才天亮，严重影响生活秩序。

## 外部連結
- 中国科学院国家授时中心（页面存档备份，存于）
- 联合信任时间戳服务中心（页面存档备份，存于）
- 中國時間 （页面存档备份，存于）
- 北京時間 （页面存档备份，存于）